# Eisenbahnviadukt Ludwikowice Kłodzko
Das Eisenbahnviadukt Ludwikowice Kłodzko (früher Mölketalbrücke) ist ein Eisenbahnviadukt der Bahnstrecke Kłodzko–Wałbrzych (früher Dittersbach–Glatz) in der Woiwodschaft Niederschlesien in Polen.

## Beschreibung

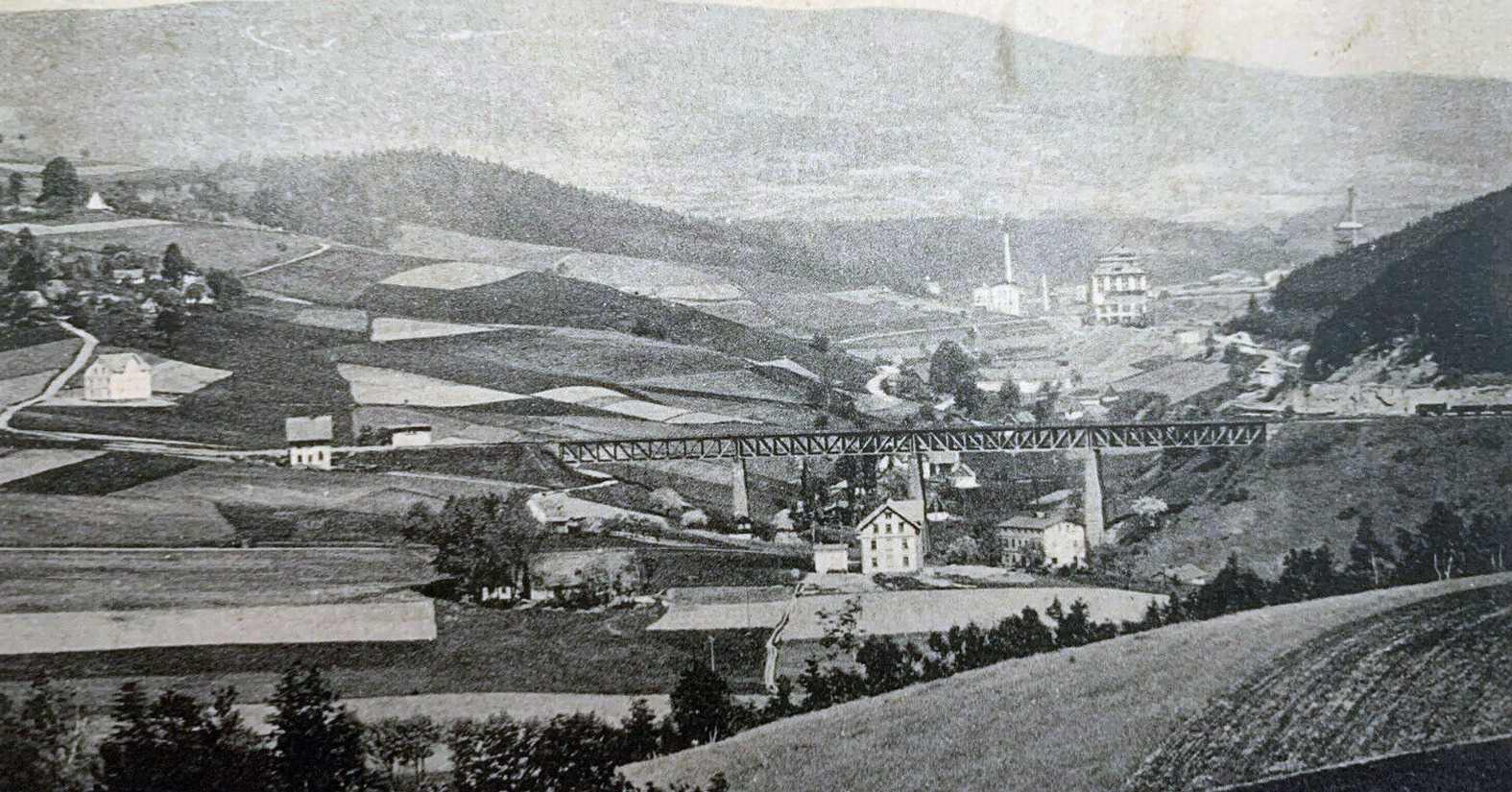
Mölketalbrücke um 1900 mit Ortschaft Mölke im Hintergrund

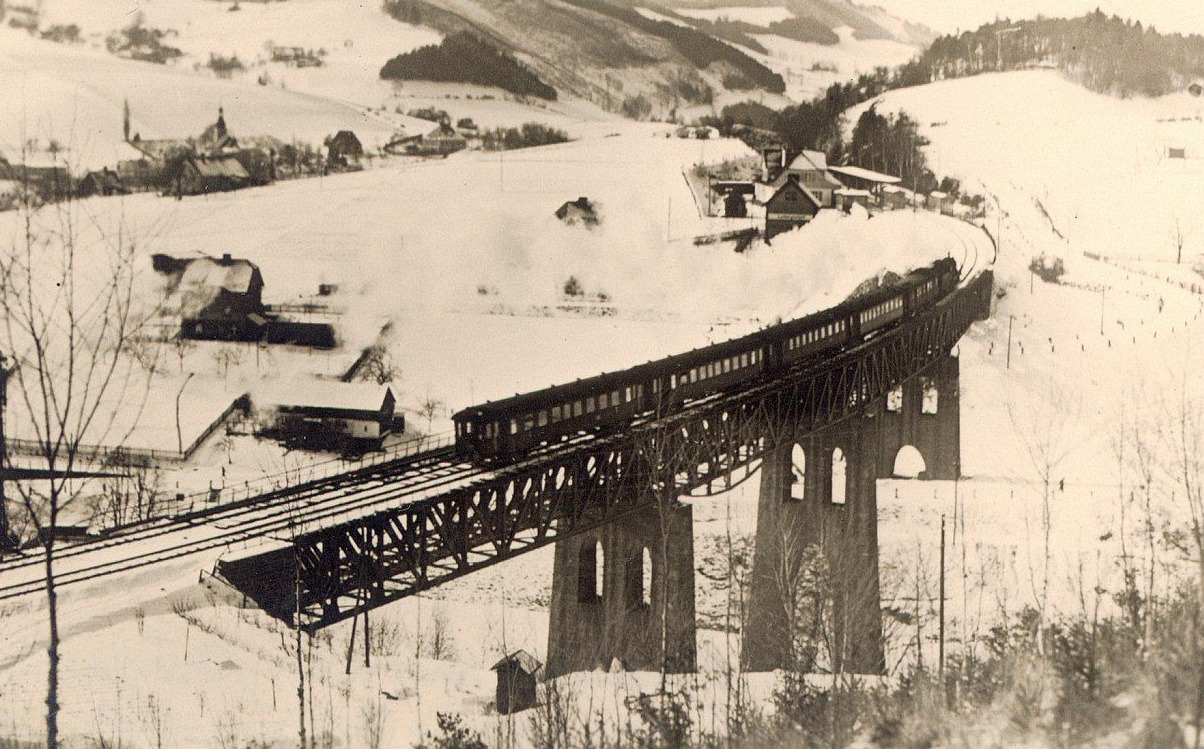
Mölketalbrücke 1939 von Südosten aus gesehen

Das Viadukt liegt zwischen den Bahnstationen Ludwikowice Kłodzkie (früher Ludwigsdorf) und Zdrojowisko (früher Centerbrunn). Es überspannt mit vier doppelten Gitterkästen auf drei Stützen auf einer Länge von 164 Metern das Mölketal. Im Gegensatz zu einigen anderen Viadukten auf derselben Bahnstrecke ist die Mölketalbrücke in einem guten sanierten Zustand und kann auf beiden Gleisen mit normaler Geschwindigkeit befahren werden.

## Geplante Sprengung
Am 7. Mai 1945, kurz vor dem Ende des Zweiten Weltkriegs, sollte die Mölketalbrücke in Ludwigsdorf ebenso wie das Leeden-Viadukt bei Kunzendorf gesprengt werden. Als sich diese Nachricht verbreitete, versammelten sich zahlreiche Menschen aus der Umgebung auf der Brücke, um die Zerstörung zu verhindern. Zwei Männer, der Kommunist Alfred Hilbig und der Wehrmachtsoffizier Pätzold, beruhigten die Menge und überzeugten sie, sich zurückzuziehen, da die Brücke nicht gesprengt werde. In der Nacht entschärften Bahnhofsvorsteher Fritz Ansorge und Alfred Hilbig jedoch heimlich die Sprengsätze, die bereits an der Brücke angebracht worden waren, wodurch die Brücke erhalten blieb.